# 245 (số)
245 (hai trăm bốn mươi lăm) là một số tự nhiên ngay sau 244 và ngay trước 246.